# Gustav Becking
Gustav Wilhelm Becking (4. března 1894 Brémy – 9. května 1945 Praha) byl muzikolog a profesor Německé univerzity v Praze.

## Život
Gustav Becking studoval hudební vědu na univerzitách v Lipsku, Heidelbergu a Berlíně, doktorát filozofie získal v Lipsku v roce 1920, habilitoval se v roce 1922 na univerzitě v Erlangenu, v roce 1928 se stal mimořádným profesorem. V roce 1930 byl jako řádný profesor dějin hudby na Německé univerzitě v Praze členem představenstva Německé akademie múzických umění a vedoucím hudebního oddělení. V letech 1937 a 1938 se z jeho iniciativy konaly hudební festivaly v Teplicích. V roce 1938 byl zvolen členem korespondentem Göttingenské akademie věd. Becking požádal o přijetí do NSDAP dne 13. dubna 1939 a byl přijat zpětně k 1. dubnu téhož roku (členské číslo 7 165 012). Výzkumný záměr Gustava Beckinga byl zaměřen na hudební epochy vrstev obyvatelstva v Čechách. Becking byl na konci druhé světové války povolán do Volkssturmu a jeden den po skončení války zemřel v Praze.

## Dílo
- Studien zu Beethovens Personalstil. Das Scherzothema. Breitkopf & Härtel, Leipzig 1921.
- Der musikalische Rhythmus als Erkenntnisquelle. Benno Filser Verlag, Augsburg 1928.